# Atenuador de impacto

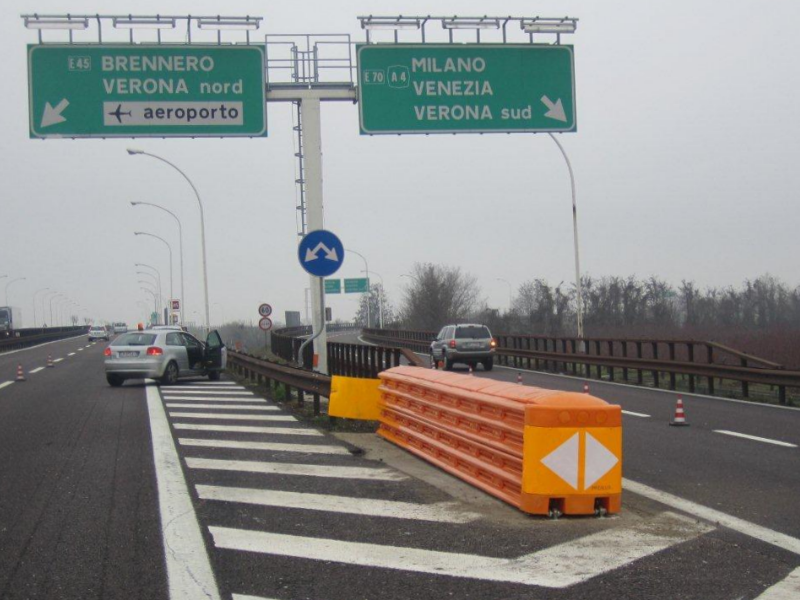
Atenuador de impacto en una autopista italiana.

Un atenuador de impacto, también conocido como cojín de impacto o atenuador de choque, es un dispositivo de seguridad vial diseñado para reducir el daño causado a estructuras, vehículos, y sus ocupantes en caso de una colisión. Algunos atenuadores están diseñados para absorber la energía cinética del impacto. Como característica común, tienden a desviar el vehículo hacia una dirección segura, por lo cual son utilizados en sitios de alto riesgo como muros de contención, puntos de divergencia entre vías, o pilares de soporte de viaductos u otras estructuras. Los atenuadores de impacto son comúnmente utilizados en vías de alta velocidad como carreteras y autopistas de acceso controlado.  
Versiones móviles o temporales pueden ser utilizadas durante obras de construcción u otros sucesos transitorios. 

## Funcionamiento

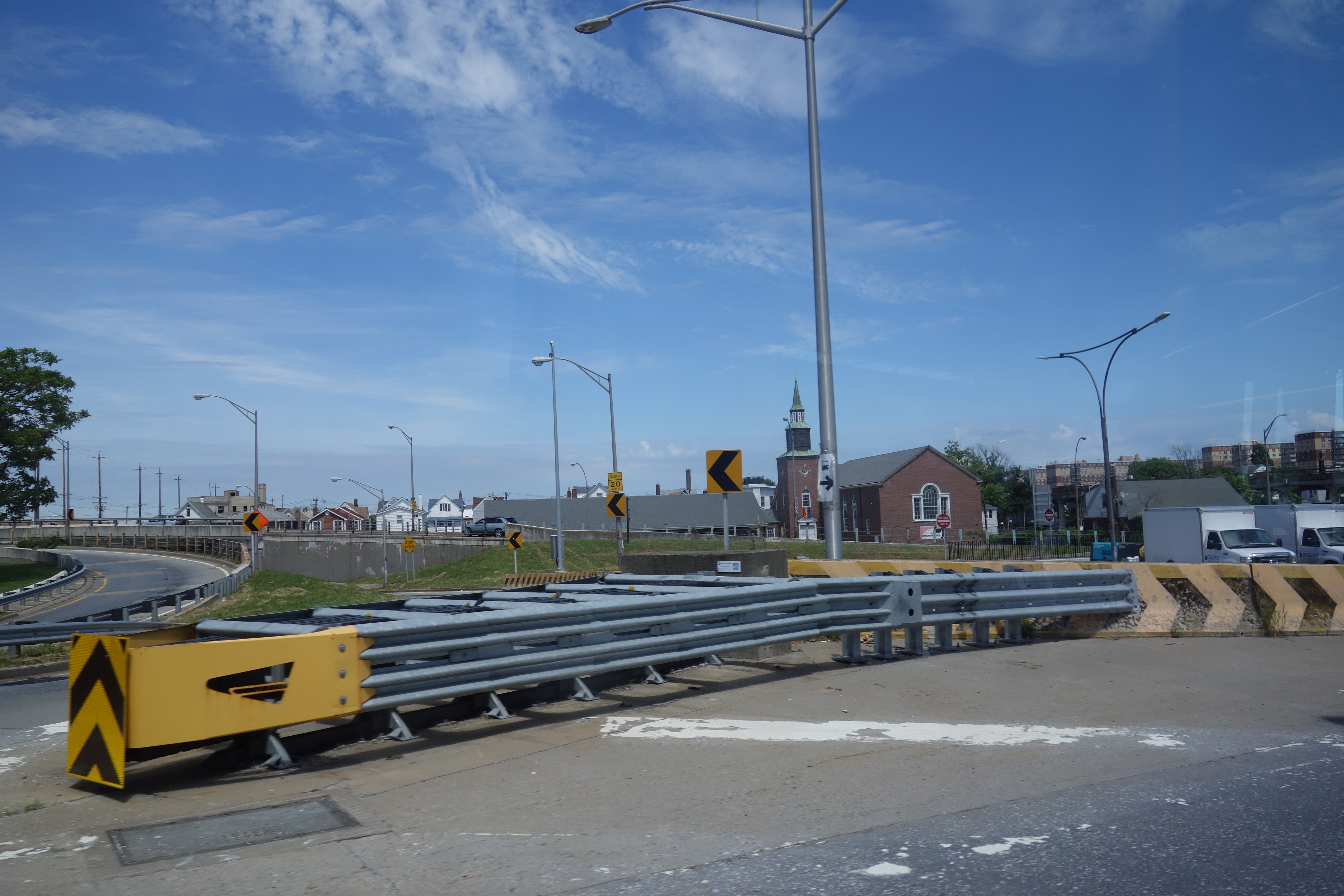
Atenuador de impacto en Rockaway Beach, Queens, Nueva York.

Los atenuadores de impacto están diseñados para absorber la energía cinética del vehículo involucrado en una colisión y detenerlo de una manera segura. Sin un atenuador de impacto, una colisión contra un objeto rígido ocasionaría que el vehículo se detenga de forma instantánea, transfiriendo toda la energía a los ocupantes de este mismo. Tras una situación como esta, heridas graves o incluso la muerte podrían ocurrir, dependiendo de la severidad de la colisión.
Los atenuadores de impacto pueden ser clasificados por el método que se emplea para disipar la energía cinética:
1. Transferencia de momento. Los primeros atenuadores de impacto utilizaban contenedores o barriles de plástico llenos de agua o arena. La energía es transferida a los contenidos de dichos contenedores, reduciendo la velocidad del vehículo.
2. Deformación. Los modelos modernos utilizan materiales deformables.[4] que crean una crumple zone o zona de deformación, absorbiendo la energía del impacto[4]
3. Fricción. Algunos atenuadores de impacto utilizan fricción entre cables de acero y placas para convertir la energía cinética de la colisión en energía térmica.